# Oreodera albilatera
Oreodera albilatera là một loài bọ cánh cứng trong họ Cerambycidae.